# Lotos Team WRC
Lotos Team WRC – włosko-polski zespół wyścigowy startujący w 2013 roku w Rajdowych Mistrzostwach Świata. Ekipa powstała w 2013 roku, kiedy to Michał Kościuszko rozpoczął starty w najwyższej klasie Rajdowych Mistrzostw Świata. Zespół został utworzony przez menadżera ekipy Motorsport Italia Bruno di Pianto w oparciu o były zespół WRC Team Mini Portugal. Głównym (i zarazem tytularnym) sponsorem zespołu został polski koncern naftowy Lotos S.A. Jako jedna z ośmiu ekip w stawce Lotos Team WRC zdobywał punkty do klasyfikacji generalnej, jednakże decyzją FIA zaliczano do niej tylko osiem najwyżej punktowanych występów w sezonie. Podczas pierwszych pięciu rajdów wykorzystywano samochód Mini John Cooper Works WRC. Jednak przed Rajdem Włoch zdecydowano się na Forda Fiesta RS WRC.
Najlepszym wynikiem Michała Kościuszki w sezonie 2013 okazał się Rajd Włoch 2013, który ukończył na siódmej pozycji. Z powodu urazu kręgosłupa Polak przerwał start w Rajdzie Niemiec. Później, do końca sezonu, nie wrócił już do ścigania.